# 강미숙
강미숙(1968년 9월 25일~)은 대한민국의 휠체어 컬링 선수이다. 2014년 동계 패럴림픽과 2010년 동계 패럴림픽에 참가해 은메달을 획득했다.